# Audofleda
Audofleda, död 526, var ostrogotisk drottning och frankisk prinsessa.
Audofleda var dotter till den frankiske kungen Childerik I och syster till Klodvig I. Hon blev omkring år 493 gift med Theoderik den store, ostrogotisk kung, som ett led i hennes fars äktenskapliga allianspolitik. Audofleda var hedning före giftermålet och döptes av en ariansk präst före bröllopet. Hon blev mor till Amalasuntha.